# Балашов (авіабаза)
Балашов — військова навчальна авіабаза поблизу міста Балашов Саратовської області.
Навчальний аеродром Балашовського льотного училища (училище існує з +1930, в 2002 реорганізовано на 785-й Балашовський навчальний авіаційний центр (785 НАЦ) — 4 авіаційний факультет Краснодарського військового авіаційного інституту). На аеродромі базуються літаки Ан-26 (606-й навчальний авіаційний полк — 606 НАП) й невелика кількість вертольотів.
У радянський період льотна підготовка курсантів училища велася в п'яти навчальних авіаційних полках: у Балашові на транспортних літаках Ан-26 (606-й НАП, існує дотепер), в Ртіщево (666-й НАП, існує дотепер) і Петровську (478-й НАП, розформовано) на пасажирських літаках Л-410, в Ряжську й Мічуринську (644-й НАП, існує дотепер) на навчальних винищувачах Л-39.
В околицях аеродрому розташовано посадочний майданчик «Балашов» (індекс УВСВ) для виробництва авіаційних робіт на цивільних літаках Ан-2 й вертольотах . У 1980-х роках сюди виконувалися рейси місцевих авіаліній на літаках Л-410 з Саратова; вони були припинені у 1992 році.